# 斯普魯斯 (密蘇里州)
斯普魯斯（英語：Spruce）是位於美國密蘇里州貝茨縣的非建制地區。

## 歷史
斯普魯斯的郵局於1846年設立，1862年關閉後曾於1866年短暫重開，1883年復辦後又於1957年停運。

## 地理
斯普魯斯所處的海拔為高於海平面254米（即833英呎），而該地所採用的時區為UTC-6，即北美中部時區（CST）。同時該地設有夏令時間，為UTC-6調快一小時，即UTC-5（CDT）。